# 库卡罗韦泰雷
库卡罗韦泰雷（義大利語：Cuccaro Vetere），是意大利萨莱诺省的一个市镇。总面积17平方公里，人口580人，人口密度34.1人/平方公里（2009年）。ISTAT代码为065049。